# 坎布洛
坎布洛（葡萄牙語：Cambulo），是安哥拉的城鎮，位於該國南部，由庫內納省負責管轄，處於紹里木以北，面積41,607平方公里，2014年人口135,072，人口密度每平方公里3人。

### 姊妹城市
- 葡萄牙 穆爾薩[1]